# Франц Ксавер Неруда
Франц Ксавер Неруда (нім. Franz Xaver Neruda, власне Франтішек Неруда, чеськ. František Neruda; 2 грудня 1843, Брно — 19 березня 1915, Копенгаген) — віолончеліст, композитор і диригент чеського походження. Син міського органіста Йозефа Неруди, брат скрипальки Вільгельміни Неруди, віолончеліста Алоїса Неруди і піаністки Амалії Вікенгаузер.

## Біографія
Виріс у Відні. Вчився грати на скрипці у свого батька, потім перейшов на віолончель для виступів у складі сімейного ансамблю. Разом з батьком і сестрами гастролював в різних країнах — в тому числі У 1859 році в Росії, діставшись до Воронежа. У тому ж році півроку навчався грі на віолончелі у Адрієна Франсуа Серве.

У 1864—1876 роках віолончеліст копенгагенського придворного оркестру. Засновник (1868) данського Товариства камерної музики. Потім протягом 10 років працював, в основному, в Англії.

У 1879 році повернувся в Данію, став ініціатором створення струнного квартету, в якому першу скрипку грав Антон Свенсен.

У 1889—1891 роках професор по класу віолончелі у Санкт-Петербурзькій консерваторії.
У 1891—1915 роках диригент і керівник концертних програм Датського музичного товариства; на цій посаді багато зробив для підтримки найбільш помітного данського композитора рубежу XIX—XX ст. Карла Нільсена (присвятив пам'яті Неруди особливий твір для читця з оркестром).
З композиторської спадщини Неруди найбільш значні п'ять концертів для віолончелі з оркестром. Популярністю користувалися також струнні квартети, «Словацькі марші», оркестрова сюїта «З Богемського лісу» (нім. Aus dem Böhmerwald) і ін.